# II Liceum Ogólnokształcące im. Marii Konopnickiej w Inowrocławiu
II Liceum Ogólnokształcące im. Marii Konopnickiej w Inowrocławiu – humanistyczna szkoła ponadpodstawowa ze stuletnimi tradycjami istnienia.

## Historia
Szkoła powstała w 1920 r. jako żeńskie Liceum Miejskie o profilu humanistycznym w gmachu przy ulicy Średniej zorganizowane przez Marię Buzalską. Od roku 1921/1922 funkcjonowało Gimnazjum Żeńskie o profilu humanistycznym z uprawnieniami dla absolwentek do aplikowania na studia uniwersyteckie. Pełne prawa gimnazjum państwowego Prywatne Gimnazjum Żeńskie im. Marii Konopnickiej otrzymało w 1924 r.
Początkowo w ośmiu oddziałach uczyło się 200 uczennic. Ze względu na trudności lokalowe lekcje odbywały się popołudniowo, a w dalszych latach – już w budynku Szkoły Powszechnej im. Marii Panny – w godzinach porannych. Pierwszym dyrektorem szkoły był Józef Orzech, a później (do 1936/7) nauczycielka historii Bolesława Kompfówna. Pracowała ona w Gimnazjum do II wojny światowej, a także po wojnie. W latach 1937–1939 dyrektorką szkoły była Barbara Kaletówna.
Szkoła otrzymała od magistratu w wieczystą dzierżawę grunt przy skrzyżowaniu alei Sienkiewicza z Jasną (Konopnickiej). Gmach szkoły budowany w latach 1925–1927 według projektu Doświkowskiego uroczyście otwarto 17 XI 1927 r. Gośćmi uroczystości byli m.in. biskup Antoni Laubitz, kurator Okręgu Szkolnego Poznańskiego dr B. Chrzanowski oraz prezydent Inowrocławia dr Józef Krzymiński. Do szkoły uczęszczały dziewczęta z rodzin ziemiańskich, mieszczańskich (urzędniczych, kupieckich) oraz oficerskich. Czesne w latach 1928/1929 wynosiło 36 zł miesięcznie.
We wrześniu 1939 r. w gmachu ulokowano Arbeitsamt – niemiecki urząd pracy. Po zakończeniu wojny w 1945 r. nauka odbywała się w budynku Liceum Ogólnokształcącego im. Jana Kasprowicza i w Liceum Pedagogicznym, a od maja 1945 już we własnym budynku. Początkowo dyrektorem został Antoni Cybiński a w latach 1945/1946 – Maria Zborucka, nauczycielka historii. W 1950 r. w szkole było 14 oddziałów (4-letnie gimnazjum i 2-letnie liceum). W tym czasie w gmachu funkcjonowało także Liceum dla Wychowawczyń Przedszkoli (1950–1958).
Od 1963 r. szkoła stała się koedukacyjna. W latach 60. XX w dyrektorami szkoły byli: M. Zborucka (do 1960/1961), Zygmunt Marczewski (1961–1968), Krystyna Oset (1968–1978), Zbigniew Lissowski (1978–1989), Alina Nowakowska (1989–2006). Obecnie dyrektorem II LO im. Marii Konopnickiej jest Jarosław Obiała (2006–).
W latach 1966–69 przy szkole wybudowano salę gimnastyczną a w latach 1971/1972 boisko sportowe.

## Działalność
Szkoła w statucie ma wpisaną misję wychowania młodzieży w duchu humanizmu, tolerancji, patriotyzmu "w poszanowaniu postępowych tradycji kultury narodowej i powszechnej" (statut rozdz.3 § 12.6). W historii w szkole działały m.in. drużyna ZHP, koło szkolne LOP, koło PCK, Szkolna Kasa Oszczędności, Spółdzielnia Uczniowska "UL", koło teatralne, kabaret "Symbioza", gazetka szkolna.

## Nagrody i wyróżnienia
- od 1995 członek Towarzystwa Szkół Aktywnych
- współpraca z Liceum im. Jean Perrin w Reze we Francji
- 1996 – XI miejsce w ogólnopolskim rankingu szkół średnich zorganizowanym przez Komitet ds. UNESCO i MEN.
- 2000 – I miejsce w konkursie ogólnopolskim szkół średnich Super Szkoła 2000

## Rankingi
- 2019 – 262. miejsce w zest. ogólnopolskim, 12 miejsce w województwie w rankingu czasopisma Perspektywy[2]
- 2018 – 206. miejsce
- 2017 – 273. miejsce
- 2016 – 267. miejsce
- 2015 – 324. miejsce

## Znani absolwenci
- Florentyna Łabiszewska-Jaruzelska – prof. Akademii Medycznej w Gliwicach, specjalistka ortodoncji (abiturientka 1931)
- Dariusz Kulus – prof. Politechniki Bydgoskiej im. Jana i Jędrzeja Śniadeckich, biotechnolog (abiturient 2006)
- Marta Stebnicka-Kern – aktorka Teatru im. Juliusza Słowackiego i Starego Teatru w Krakowie, wdowa po Ludwiku Jerzym Kernie
- Maria Ciesielska-Lesiewicz – aktorka Teatru Starego w Krakowie, Teatru Rozmaitości i Teatru Polskiego w Warszawie
- Wojciech Górniak – aktor Teatru Śląskiego w Katowicach (1952–2002]
- Anna Bańkowska – była posłanka do Sejmu RP
- Janina Sikorska – dyrektorka Muzeum Miejskiego im. Jana Kasprowicza
- Krzysztof Brejza – senator X kadencji Senatu RP[3]
- Szymon Kardaś – politolog

## Stowarzyszenie absolwentów
Stowarzyszenie Wychowanków Gimnazjum i Liceum im. Marii Konopnickiej Inowrocławiu Powstało w 1992 roku. Organizuje spotkania absolwentów, opracowuje biogramy wychowanków. Od 2016 trwa szósta pięcioletnia kadencja zarządu stowarzyszenia. Członkowie stowarzyszenia spotykają się cyklicznie w pierwszy wtorek miesiąca w lokalu przy ul. Królowej Jadwigi.